# Robert Conrad
Robert Conrad, registrado al nacer como Conrad Robert Falk (Chicago, 1 de marzo de 1935-Malibú, California, 8 de febrero de 2020), fue un actor de televisión, cine, cantante y director estadounidense.
Fue famoso por su estampa y apostura, recordado por interpretar el papel en televisión de Jim West en la serie de culto The Wild Wild West, junto a Ross Martin, en el periodo 1965-1969, como el sofisticado agente del servicio secreto James T. West, y por ser una estrella de televisión de la década de 1960 que ejecutaba sin dobles las escenas de acción peligrosas. Interpretó al as de la aviación de la Segunda Guerra Mundial en el teatro del Pacífico Gregory Boyington, en la serie de televisión Baa Baa Black Sheep. Fue también cantante, y grabó varias canciones pop/rock a finales de la década de 1950 y principios de la de 1960 como Bob Conrad, aunque también utilizó el nombre de Tom Loopaka. Tenía un programa de espectáculo por radio a nivel nacional de dos horas de duración semanal, The Show con Robert Conrad, en CRN Digital Talk Radio, desde 2008.[cita requerida]

## Datos biográficos

### Primeros años
Konrad Robert Falkowsky nació en 1935, de orígenes alemán, polaco y británico, su familia se trasladó a Canaryville, un sector de los barrios irlandeses de Chicago. Creció en los barrios «rudos» y «duros» de Chicago y fue un atleta muy alabado en baloncesto y fútbol americano en la secundaria.[cita requerida]
Antes de ser actor y ante la resistencia de sus suegros por ser un chico de poca educación y de escasos medios económicos y sin trabajo, se fugó con la hija de un abogado, Joan Kenlay, con quien se casó en 1952, se casó días antes de cumplir los 17 años y fue padre por primera vez de una niña a la que llamó Nancy cumplidos los 19 años el 5 de marzo de 1954. Desempeñó varios oficios para mantener a su familia, llegando a ser boxeador y conductor de camión lechero e incluso cantante de jazz en cabaret. Como boxeador, Conrad obtuvo cierta fama al derrotar a Ed Hickman en 1962.[cita requerida]

### Comienzos en la actuación
Su inclinación a la actuación se produjo al ver una mediocre actuación, de la que dijo «hasta yo lo haría mejor». Esto hizo que recibiese un breve curso de arte dramático en la Universidad Northwestern. Conrad era además admirador de Humphrey Bogart, James Cagney y John Garfield.
Empezó a trabajar por las noches como cantante y conoció al actor Nick Adams, con quién entabló amistad. Este le ayudó para aparecer como extra en series de televisión como Seahunt, posteriormente también trabajaría como doble de alto riesgo en películas de acción.
En 1958, cambió el orden de sus nombres y firmó un contrato con la Warner Bros. Studios, impresionados por su extraordinario físico y apariencia.
A Conrad le molestaba el trato que le querían dar de «niño bonito» que contrastaba con su carácter marcadamente viril y directo por el que después sería reconocido y famoso. Conrad quedó encasillado de este modo en roles de hombres varoniles, fuertes, duros; y por lo mismo no tuvo mucho éxito al interpretar personajes de perfiles más dramáticos, románticos, vulnerables y emocionales.
Participó en el proceso de selección para interpretar al mayor Nelson en la serie Mi bella genio, pero no obtuvo el papel.
Su primer papel importante lo tuvo con la interpretación del detective Tom Loopaka en la serie de televisión Intriga en Hawái, la cual fue un éxito durante cuatro años y compartía créditos con Connie Stevens. En esta serie, Conrad ejecutaba sus propias escenas de acción, incluso también las de otros protagonistas y tomó clases de artes marciales en la rama de karate. La serie se canceló en 1963 y viajó a España para actuar en productoras españolas.
En 1964 filmó la película española La nueva Cenicienta al lado de Marisol. Conrad grabó discos cantando en español (idioma que dominó a la perfección), teniendo récords de ventas en España, vendiendo más discos que los Beatles en aquella época, siendo muy famosa la canción Me conformo y se presentó en centros nocturnos, en España, Australia y México. Incluso vivió varios años en España.

### Jim West

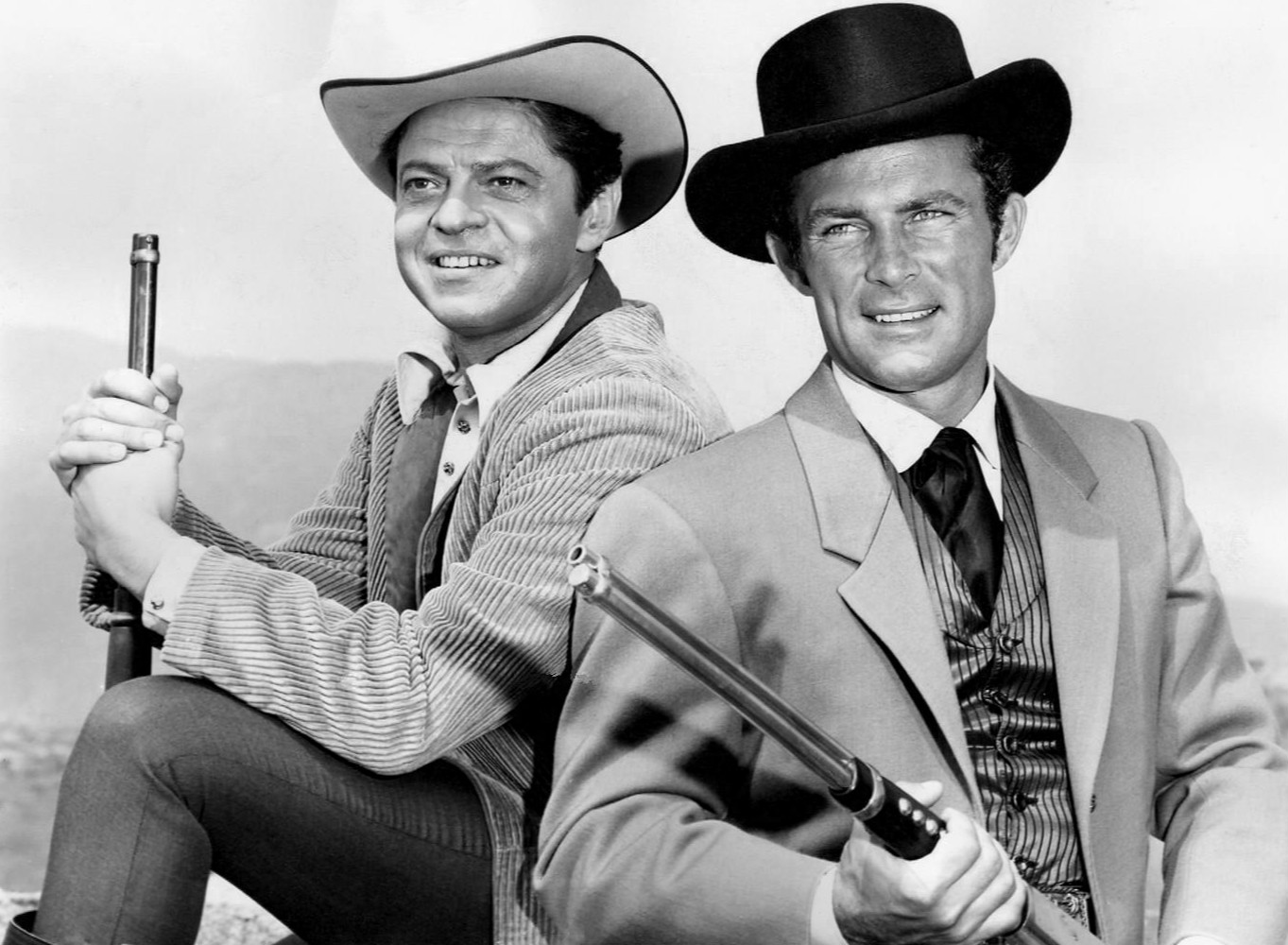
Ross Martin y Robert Conrad en la serie Jim West.

Posteriormente en 1965, vino la gran oportunidad que buscaba, un papel principal como Jim West que le encajaba a la perfección, y que le fue ofrecido, trabajó en la serie The Wild Wild West, junto a Ross Martin como Artemio Gordon con quien se complementaba a la perfección, además era una serie innovadora ya que mezclaba el western con la ciencia ficción y el espionaje. 
Conrad que había cultivado su físico llegando a ser un atleta muy completo pese a su mediana estatura (1,73 m), decidió no usar dobles en la serie. Se arriesgó en las escenas de peligro, estando a punto de morir cuando en una de ellas se cayó de un candelabro estrellándose contra un piso de hormigón. Pese a eso, una vez recuperado de la lesión siguió arriesgándose, aunque no por ello dejó de lastimarse. 
Conrad, que contaba con habilidades para el boxeo y las artes marciales, interpretó coreografías de peleas nunca antes vistas en la televisión, razón por la cual en 1969 cancelaron la serie, porque pese a su éxito consideraron que era muy violenta y precisamente en aquellos años tras el asesinato de Martin Luther King había una campaña anti-violencia en la televisión. Gracias a esta serie Conrad fue reconocido y se lo incluyó en el salón de la fama de los dobles (especialistas), siendo el único actor con este reconocimiento. Desde su cancelación la serie no ha dejado de reponerse en algún lugar del planeta, y actualmente se la considera una serie de culto. 
Después de la cancelación de la serie, Conrad vio decaer su estrella lentamente a pesar de realizar series de televisión menores que fueron canceladas con pocos episodios. Intentó sin éxito interpretar papeles de corte dramático, un género para el que no estaba del todo bien preparado y además estaba encasillado en el colectivo en roles más duros.
Actuó en películas hechas en México como Bandidos y Ven a cantar conmigo.

### Baa, Baa Black Sheep

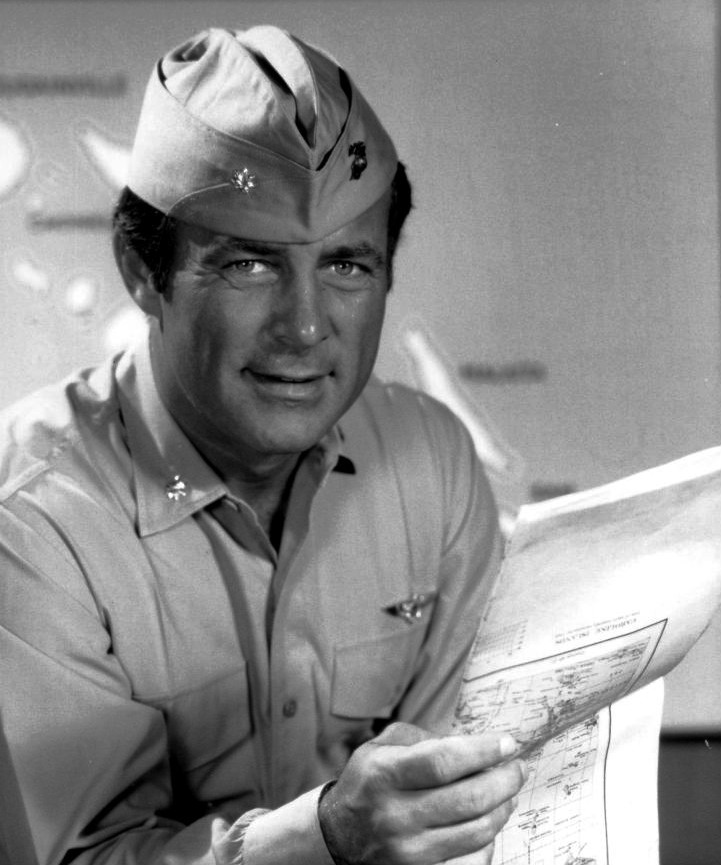
Robert Conrad, en la serie Baa Baa Black Sheep.

En 1976, personificó a Gregory Boyington en la serie Baa, Baa Black Sheep. Aquí, actuó al lado de su medio hermano Larry Manetti. La serie competía en el horario con otras que tenían mucha audiencia como Happy Days (Días felices), por lo que no le fue bien en índices de audiencia, pero se decidió darle otra oportunidad con el título Black Sheep Squadron (Escuadrón Ovejas Negras), para evitar que el título fuera confundido con algún programa infantil. Le tocó competir contra las bellezas de Los ángeles de Charlie, por lo que en el programa incorporaron a las ovejitas de Pappy. Pese a todo, la serie se retransmitió con buenos niveles de audiencia.[cita requerida]

### Centenario
También actuó en Centennial, una monumental serie épica que relataba la colonización de los Estados Unidos y donde aparecían grandes estrellas como Richard Chamberlain, Raymond Burr y Robert Vaughn, entre otros. Conrad interpretó magistralmente al explorador francés Pasquinel, un papel hecho a su medida y gracias a su acostumbrada asertividad logró que le pagaran más que a los demás actores. Conrad estaría orgulloso de su papel considerándolo como el mejor y más logrado de su carrera, como efectivamente así lo fue.
En 1979 obtendría el papel de Thomas Sloane en la serie A Man Called Sloane, en esta serie también interpretaba a un espía, similar en muchos aspectos a "su" Jim West de The Wild Wild West y también al papel que interpretó en la serie Assignment Viena en 1971. Conrad dejó de ser visible a partir de esa fecha para reaparecer en 1982 como un locutor comercial en el telefilm Will: The Autobiography of G. Gordon Liddy.
Desde 1985, apareció en producciones para televisión como High Mountain Rangers (1988) junto a sus hijos Chris y Sean, Anything to Survive (1991), Cowboy Samurái (1993) o High Sierra Search and Rescue (1995).
En 1997 interpretó a un policía motorizado en la película Jingle All the Way (traducida como Un padre en apuros o El regalo prometido), siendo esta una de las últimas apariciones.
En 2002 anunció su retiro de la actuación.

## Vida privada
Robert Conrad estuvo casado con Joan Kenlay desde el 25 de febrero de 1952 hasta febrero de 1977, su separación fue amistosa y tuvo 5 hijos: Nancy Conrad (nacida el 1 de marzo de 1954); Christian Conrad (17 de septiembre de 1964); Shane Conrad (24 de septiembre de 1971), y Joan Conrad todos siguieron la carrera del Séptimo Arte.
Se casó en segundas nupcias ese mismo año, en marzo de 1977 con la joven actriz LaVelda Fann (diecisiete años) y fue padre de otros tres niños, Camille, Kaja y Chelsea Conrad. Vivió con ellos en Thousand Oaks en California en las Altas sierras. 
A partir de 2003 no apareció públicamente tras haber tenido una colisión frontal en un accidente automovilístico en el que se le detuvo por conducir borracho y dejar gravemente herido a un adolescente. Las consecuencias para su salud fueron graves, ya que sufrió una lesión irreversible en su pierna derecha que lo obligaba a caminar con bastón: además debió cumplir seis meses de arresto domiciliario, someterse a tratamiento para dejar de consumir alcohol y retiró por un año de la licencia de conductor. 
En 2008 su joven esposa fue a juicio por consumo y posesión de drogas (cocaína y crack) siendo condenada a pagar una fianza por su libertad. Eso supuso el fin de su matrimonio, ya que en 2008 se separaron y en 2010 Conrad se divorció de su joven esposa Fann. 
Desde el año 2008 tenía un programa de radio Nacional de dos horas una vez a la semana, el cual tiene por nombre The PM El Show con Robert Conrad donde departía con el público y personalidades invitados.

### Muerte
Murió la mañana del sábado, 8 de febrero de 2020 en Malibú, California, a los 84 años debido a una insuficiencia cardíaca.

## Filmografía
Cine
| Año  | Título               | Personaje                     | Notas                                             |
| ---- | -------------------- | ----------------------------- | ------------------------------------------------- |
| 1953 | Juvenile Jungle      |                               | Pequeña participación                             |
| 1958 | Thundering Jets      | Tte. Robert «Tiger Bob» Kiley |                                                   |
| 1959 | Paratroop Command    | Art                           | Pequeña participación                             |
| 1962 | Red Nightmare        | Pete                          | Cortometraje realizado en 1957 y exhibido en 1962 |
| 1963 | Palm Springs Weekend | Eric Dean                     |                                                   |
| 1964 | La nueva Cenicienta  | Bob Conrad                    |                                                   |
| 1965 | Young Dillinger      | «Pretty Boy» Floyd            |                                                   |
| 1967 | Ven a cantar conmigo | Bob                           |                                                   |
| 1967 | The Bandits          | Chris Barret                  | Actor, coguionista y codirector                   |
| 1969 | Keene                |                               |                                                   |
| 1975 | Murph the Surf       | Allan Kuhn                    |                                                   |
| 1977 | Sudden Death         | Duke Smith                    |                                                   |
| 1979 | The Lady in Red      | John Dillinger                |                                                   |
| 1982 | Wrong Is Right       | Gen. Wombat                   |                                                   |
| 1985 | Moving Violations    | Jefe Rowe                     | No acreditado                                     |
| 1994 | Samurai Cowboy       | Gabe McBride                  |                                                   |
| 1996 | Jingle All the Way   | Oficial Hummel                |                                                   |
| 1999 | New Jersey Turnpikes |                               |                                                   |
| 1999 | Garbage Day          | Hombre que tira la basura     | Cortometraje                                      |
| 2000 | Dead Above Ground    | Reed Wilson                   |                                                   |

Televisión
| Año       | Título                                | Personaje                          | Notas                                  |
| --------- | ------------------------------------- | ---------------------------------- | -------------------------------------- |
| 1959      | Bat Masterson                         | Juanito                            | Episodio: One Bullet from Broken Bow   |
| 1959      | Maverick                              | David Barrows                      | Episodio: Río Amarillo                 |
| 1959      | Sea Hunt                              | Hal Peters/Capitán del barco       | 2 episodios                            |
| 1959      | Highway Patrol                        | Tommy Chugg                        | Episodio: Venganza                     |
| 1959      | Lawman                                | Davey Catterton                    | Episodio: Battle Scar                  |
| 1959      | Colt .45                              | Billy the Kid                      | Episodio: Amnistía                     |
| 1959      | The Man and the Challenge             | Episodio: Maximum Capacity         |                                        |
| 1959      | Lock-Up                               | Harry Connors                      | Episodio: La historia de Harry Connors |
| 1959-1962 | 77 Sunset Strip                       | Tom Lopaka                         | 4 episodios                            |
| 1959-1963 | Intriga en Hawái                      | Tom Lopaka                         | 104 episodios                          |
| 1962      | The Gallant amén                      | Sgto. Griff Benedict               | Episodio: And Cain Cried Out           |
| 1964      | Temple Houston                        | Martin Purcell                     | Episodio: The Town That Trespassed     |
| 1965      | Kraft Suspense Theatre                | Gary Kemp                          | Episodio: Four into Zero               |
| 1965-1969 | The Wild Wild West                    | Jim West                           | 104 episodios                          |
| 1968-1972 | Misión imposible                      | Bobby/Press Allen/Eddie Lorca      | 4 episodios                            |
| 1969      | Mannix                                | Mitch Cantrell                     | Episodio: The Playground               |
| 1969      | The D.A.: Murder One                  | Paul Ryan                          | Película de televisión                 |
| 1970      | Weekend of Terror                     | Eddie                              | Película de televisión                 |
| 1971      | The D. A.: Conspiracy to Kill         | Diputado D. A. Paul Ryan           | Película de televisión                 |
| 1971      | Five Desperate Women                  | Michel Wylie                       | Película de televisión                 |
| 1971      | Adam-12                               | Diputado D. A. Paul Ryan           | Episodio: El radical                   |
| 1971-1972 | The D. A.                             | Diputado D. A.                     | 15 episodios                           |
| 1972      | Adventures of Nick Carter             | Nick Carter                        | Película de televisión                 |
| 1972-1973 | Assignment Vienna                     | Jake Webster                       | 8 episodios                            |
| 1974      | Columbo                               | Milo Janus                         | Episodio: An Exercise in Fatality      |
| 1975      | The Last Day                          | Bob Dalton                         | Película de televisión                 |
| 1976      | Smash-Up on Interstate 5              | Sgto. Sam Marcum                   | Película de televisión                 |
| 1976-1978 | Baa Baa Black Sheep                   | Mayor Gral. Greg «Pappy» Boyington | 36 episodios                           |
| 1977      | Laugh-In                              | Invitado                           | Episodio #14                           |
| 1978      | Confessions of the D. A.: Paul Ryan   |                                    | Película de televisión                 |
| 1978-1979 | Centennial                            | Pasquinel                          | Miniserie de televisión                |
| 1979      | The Duke                              | Oscar «Duke» Ramsey                | Miniserie de televisión                |
| 1979      | The Wild a Wild West Revisited        | Jim West                           | Película de televisión                 |
| 1979      | Breaking Up is Hard to Do             | Frank Scapa                        | Película de televisión                 |
| 1979      | A Man Called Sloane                   | Thomas R. Sloane                   | 12 episodios                           |
| 1980      | More Wild Wild West                   | Jim West                           | Película de televisión                 |
| 1980      | Coach of the Year                     | Jim Brandon                        | Película de televisión                 |
| 1982      | Will: G. Gordon Liddy                 | G. Gordon Liddy                    | Película de televisión                 |
| 1983      | Confessions of a Married Man          |                                    | Película de televisión                 |
| 1984      | Hard Knox                             | Coronel Joe Knox                   | Película de televisión                 |
| 1985      | The Fathers’ Justice                  | Bill Stackhouse                    | Película de televisión                 |
| 1986      | The Fifth Missile                     | Cmdt. Mark Van Meer                | Película de televisión                 |
| 1986      | Assassin                              | Henry Stanton                      | Película de televisión                 |
| 1986      | Charley Hannah                        | Cap. Charley Hannah                | Película de televisión                 |
| 1986      | One Police Plaza                      | Tte. Daniel B. Malone              | Película de televisión                 |
| 1987      | J. J. Starbuck                        | Corbett Cook                       | Episodio: A Killing in the Market      |
| 1987-1988 | High Mountain Ranger                  | Jesse Hawkes                       | 13 episodios                           |
| 1988      | Police Story: Gladiator School        | Of. Charles «Chick» Stacy          | Película de televisión                 |
| 1988      | Glory Days                            | Mike Moran                         | Película de televisión                 |
| 1989      | Jesse Hawkes                          | Jesse Hawkes                       | 6 episodios                            |
| 1990      | Anything to Survive                   | Eddie Barton                       | Película de televisión                 |
| 1992      | Mario and the Mob                     | Mario Dante                        | Película de televisión                 |
| 1993      | Sworn to Vengeance                    | Sgto. Stewart                      | Película de televisión                 |
| 1994      | Two Fathers: Justice for the Innocent | Stackhouse                         | Película de televisión                 |
| 1995      | High Sierra Search and Rescue         | Griffin «Tooter» Campbell          | Episodio 6                             |
| 1999      | Just Shoot Me!                        | Él mismo                           | Episodio: Jack Gets Tough              |
| 2000      | Nash Bridges                          | Caltrans Guy                       | Episodio: Heist                        |